# Paquisha
Paquisha es una localidad ecuatoriana, parroquia urbana y cabecera cantonal del cantón homónimo en la provincia de Zamora Chinchipe. Está ubicada en la región amazónica, al sur del país, cerca de la frontera ecuatoriana con Perú, a una distancia de cerca de 14 km de la línea fronteriza. Tiene una población aproximada de 3900 habitantes.
La localidad de Paquisha tuvo gran relevancia a principios del año 1981 debido a las acciones militares en torno a la Guerra de  Paquisha conflicto del Falso Paquisha (llamado también «conflicto del Alto Comaina» en el Perú) en la que hubo choque de baja intensidad entre las fuerzas armadas de ambos países.

## Toponimia
El nombre, tanto del cantón como de la localidad, proviene de la palabra shuar: /pakesh/, que puede significar en español «valle hermoso» o «mujer bonita».
PAKESH, PAKESHA. Con dos personas en Morona Santiago y una en Zamora Chinchipe. De la lengua matsigenka (arawak), pákitsa; gavilán (Snell y Solís, 2011, p.85). Del matsiguenga pákitsa, “gavilán” (Collantes, Cruz, Chávez, Pereira , Snell, 2011, p. 216). De la lengua nomatsiguenga (arawak), de la Amazonía peruana, paguitsa: especie de gavilán (Shaver, 1996, p. 169). Del nombre original de pakitsha, se castellanizó como Paquisha. Paquisha, ciudad y cantón de la provincia de Zamora Chinchipe, se origina de este nombre, que por deformación al español se acomodó a Paquisha. Lo encontramos como Paquesha en el segundo apellido de una mujer en Morona Santiago. (Tomado del libro; Diccionario de apellidos del ECuador de; Jorge Enrique García alberca y Miryam Isabel Correa Correa, 2022, p. 328)

## Información general
Se encuentra localizada en la ribera del río Nangaritza, y su antigua gabarra fue uno de sus mejores atractivos turísticos. Ahora la gabarra esta en desuso por la reciente construcción del puente sobre el río Nangaritza.
El cantón Paquisha fue creado el 23 de octubre de 2002, con sus parroquias rurales: Nuevo Quito y Bellavista.
La parroquia rural de Nuevo Quito fue creada el 18 de septiembre de 2007, posee 12 barrios y cuenta con una población de aproximadamente 2000 habitantes (censo de 2008). Siendo su primer presidente del gobierno parroquial el ingeniero Ángel Francisco León Rodríguez periodo 2008-2014)

## Principales atracciones turísticas
Alrededor de la cabecera cantonal se encuentran las principales atracciones turísticas del cantón, como son:
Valle bajo del río Nangarit

### Lagunas
- Lagunas de Cisam
- Laguna Bello Horizonte del barrio La Libertad
- Laguna el lagartillo del sector Santa Rosa

### Playas
- Sol caliente de Paquisha, ubicada en la vía a Santa Cecilia km 1
- Los Monos de Paquisha, a orillas del Nangaritza
- Playa de Mayauicu
- Minas de Chinapintza, La Pangui y La Herradura.

### Cascadas
En la parroquia Bellavista
- Cascada Velo de Ninfa
- Cascada La Peligrosa
- Cascada La Bella
- Cascada El Descanso
- Cascada Las Trillizas
- Cascada ducha fría
- Cascada El Arco Iris
- Cascada Vertiente del Cielo
- Cascada El Tobogán
- Cascada La Princesa

En la parroquia Nuevo Quito
- Cascada Baño de Princesa
- Cascada Las Gemelas
- Cascada El Aventurero
- Cascada La Resbalosa
- Cascada Suave Caricia

## Enlaces
- Noticias

- Datos: Q11271609